# Reforma educativa de México de 2013
La reforma educativa de 2012-2013, también llamada coloquialmente reforma educativa de Peña Nieto, fue una reforma constitucional presentada por Enrique Peña Nieto. Fue aprobada por la Cámara de Diputados el 20 de diciembre de 2012 y por el Senado de la República el 21 de diciembre del mismo año.
En febrero de 2013, la reforma fue declarada constitucional por el Poder Legislativo Federal, 90 promulgada por el Ejecutivo el 25 de febrero de 2013 y publicada al día siguiente en el Diario Oficial de la Federación. El 10 de septiembre de 2013, el presidente Enrique Peña Nieto promulgó la reforma a la Ley General de Educación, la Ley del Instituto Nacional para la Evaluación de la Educación y la Ley General del Servicio Profesional Docente; los tres decretos fueron publicados en el Diario Oficial al día siguiente. 
El 15 de mayo de 2019 fue derogada por el presidente Andrés Manuel López Obrador.

## Objetivos de la reforma
- Responder a una exigencia social para fortalecer a la educación pública, laica y gratuita.
- Asegurar una mayor equidad en el acceso a una educación de calidad.
- Fortalecer las capacidades de gestión de las escuelas.
- Establecer un servicio profesional docente con reglas que respetan los derechos laborales de los maestros.
- Propiciar nuevas oportunidades para el desarrollo profesional de docentes y directivos.
- Sentar las bases para que los elementos del Sistema Educativo sean evaluados de manera  imparcial y objetiva y transparente.

## Cronología de la reforma
El 1 de diciembre de 2012, al dirigir su primer mensaje a la nación como presidente de la República, Enrique Peña Nieto anunció las primeras trece decisiones presidenciales, dentro de las cuales se encontraba el envío de una reforma educativa al Congreso de la Unión para su análisis y discusión.
El 2 de diciembre de 2012, el presidente de la República, Enrique Peña Nieto; Gustavo Madero Muñoz, presidente del Partido Acción Nacional; Cristina Díaz Salazar, presidenta interina del Partido Revolucionario Institucional; y Jesús Zambrano Grijalva, presidente del Partido de la Revolución Democrática, firmaron el Pacto por México. Uno de los cinco grandes acuerdos es la creación de una sociedad de derechos y libertades, el cual a su vez contiene un acuerdo por la educación de calidad y con equidad que sería impulsada mediante la presentación de una reforma legal en materia educativa con tres objetivos:
- Aumentar la calidad de la educación básica, reflejándose esto en los resultados de las evaluaciones internacionales como PISA.
- Aumentar la matrícula y la calidad de la educación media superior y superior.
- Recuperar la rectoría del Estado Mexicano en el sistema educativo nacional.

El 10 de diciembre de 2012, la subsecretaría de enlace legislativo de la Secretaría de Gobernación, envió a la Cámara de Diputados la iniciativa propuesta de reforma educativa del presidente Enrique Peña Nieto.
El 13 de diciembre de 2012, la Cámara de Diputados votó la iniciativa de reforma educativa y esta se aprobó en lo general y en lo particular con cinco modificaciones, en tan solo 18 minutos y fuera del Palacio Legislativo, en una sede alterna que fue El Centro Internacional de Negocios Banamex 
1. Incluir en la evaluación la opinión del Distrito Federal, así como de los diversos sectores sociales involucrados en la educación, en especial los padres de familia, en los términos que señale la ley.
2. Que el ingreso al servicio docente y promoción a cargos se lleven con principios de igualdad y transparencia, además de promoción, reconocimiento y permanencia.
3. Ningún integrante, incluido el presidente de la Junta de Gobierno del INEE, durará más de 12 años en su encargo.
4. En la elección del presidente de la Junta de Gobierno, tres de sus cinco integrantes tendrán voto mayoritario.
5. Habrá escuelas de tiempo completo para aprovechar los espacios, reforzar el desarrollo académico, deportivo y cultural.

El 20 de diciembre de 2012, en sesión vespertina, la Cámara de Senadores aprobó en lo general y en lo particular la iniciativa de reforma con 113 votos a favor, 11 en contra y 4 abstenciones (Boletín 0767, 2012).
El 6 - 7 de febrero de 2013, la Cámara de Diputados y la Cámara de Senadores declararon constitucional la reforma educativa.[cita requerida]
El 26 de febrero de 2013, se publicó la Reforma Educativa en el Diario Oficial de la Federación.[cita requerida]
El 8 de mayo de 2013, maestros de la Coordinadora Nacional de Trabajadores de la Educación (CNTE) se instalaron en el Zócalo de la Ciudad de México, a manera de protesta contra la reforma educativa.
El 13 de agosto de 2013, el presidente Enrique Peña Nieto envió al Congreso de la Unión sus tres iniciativas de leyes secundarias para concretar la reforma educativa. Las leyes fueron:
- Dotar de autonomía al Instituto Nacional para la Evaluación de la Educación (INEE).

- Crear las leyes de servicio profesional docente.

- Modificar la Ley General de Educación.

El presidente Peña Nieto argumentó que las tres iniciativas fueron consultadas con las fuerzas integrantes del Pacto por México, organizaciones sindicales y especialistas.[cita requerida]
El 22 de agosto de 2013, la Cámara de Diputados aprobó la reforma a la Ley General de Educación y la Ley del Instituto Nacional para la Evaluación de la Educación, y las turnó a la Cámara de Senadores.
El 23 de agosto de 2013, la Cámara de Senadores ratificó ambas iniciativas enviadas por la Cámara de Diputados.
El 31 de agosto de 2013, concluyeron las mesas de diálogo y trabajo entre dirigentes de la CNTE y legisladores. Se hizo un adéndum a la Ley del Servicio Profesional Docente.[cita requerida]
El 2 de septiembre de 2013, la Cámara de Diputados aprobó la Ley General del Servicio Profesional Docente con 369 votos a favor, 69 en contra y cuatro abstenciones, y en lo particular con 375 votos a favor, 73 en contra y una abstención. (Notilegis 4064, 2013)
El 3 de septiembre de 2013, la Cámara de Senadores aprobó la Ley General del Servicio Profesional Docente, con 102 votos a favor y 22 votos en contra. (Boletín 020, 2013)
El 10 de septiembre de 2013, en la Residencia Oficial de Los Pinos, el presidente Enrique Peña Nieto promulgó las tres leyes secundarias de la reforma educativa.[cita requerida]
El 11 de septiembre de 2013, se publicaron las tres leyes secundarias de la reforma educativa en el Diario Oficial de la Federación.

## Conceptos básicos
- Aprendizaje: proceso mediante el cual un sujeto adquiere destrezas o habilidades prácticas, incorpora contenidos informativos o adopta nuevas estrategias de conocimiento o acción. (Sánchez Cerezo, 1984)[8]
- Reforma educativa: la reforma educativa no rompe bruscamente con el legado cultural o histórico, pero requiere una gran dosis de innovaciones con miras a la mejora de la calidad de la enseñanza y a su amplia extensión o generalización. Consta de 4 etapas:

- De estudio y propuesta técnica.
- De consulta y participación social.
- De adopción y ordenamiento jurídico.
- De experimentación e implementación generalizada. (Sánchez Cerezo, 1984)[8]

- Absentismo escolar: con esta expresión se hace referencia a la situación o circunstancia por la cual niños y niñas en edad escolar obligatoria no asisten a clase o no lo hacen de una forma regular y permanente. (Ander-Egg, 1997)[9]
- Educación: se identifica con la socialización, en cuanto proceso de transmisión, de valores, normas, creencias y comportamientos, alude al conjunto de actividades y procedimientos que, de manera intencional, sistemática y metódica, el educador realiza sobre los educandos para favorecer el desarrollo de las cualidades morales, intelectuales o físicas que toda persona posee en estado potencial. Para la pedagogía liberadora, la educación no consiste tanto en transmitir el acervo cultural e intelectual de otro u otros, como en hacer posible que el educando sea artífice de su propio desarrollo. (Ander-Egg, 1997)[9]
- Formación profesional: Nuestro tiempo exige armonizar la formación profesional con la formación cultural y humana. Esto exige una revisión de la práctica profesional en 3 aspectos fundamentales:

- El progreso técnico: que sea capaz de adaptarse al cambio.
- La promoción profesional: como una justa aspiración humana de superación
- La evolución social: no sólo preparación técnica, sino de cultura, como conocimiento del mundo y como organización sistemática y destreza de la mente
- Las condiciones principales que exige la formación profesional pueden resumirse en:
- Mayor integración entre teórica y práctica.
- No adiestrar al técnico para que actúe como una máquina.
- Intensa colaboración y correspondencia entre el sector educativo y los centros de formación profesional
- Profesores competentes y especialistas en cada una de las tareas que deben realizarse
- Enseñar a trabajar de una forma adecuada.
- Enseñanza profesional continua (Sánchez Cerezo, 1970)[10]

## Contenido
La reforma está estructurada para buscar el mejoramiento constante y el máximo logro educativo de los estudiantes, siendo el Estado quien garantizará los materiales y métodos educativos, la organización escolar, la infraestructura educativa y la idoneidad de docentes y directivos para el cumplimiento de tal precepto constitucional en un marco de inclusión y diversidad. Se eleva a rango constitucional la posibilidad para que los padres de familia puedan expresar su opinión sobre los planes y programas educativos. Además, se establecen diversas reformas a los artículos 3 y 73 constitucionales, y se adiciona una nueva fracción al artículo 3 constitucional.
Una vez publicado el decreto en el Diario Oficial de la Federación, el Congreso de la Unión tiene seis meses para expedir la Ley del Instituto Nacional de Evaluación de la Educación, así como las reformas a la Ley General de Educación.

### Sistema Nacional para la evaluación de la Educación
Se añade al artículo 3 constitucional la fracción IX para crear el Sistema Nacional de Evaluación Educativa, coordinado por el Instituto Nacional para la Evaluación de la Educación y se le da a este último el carácter de organismo público autónomo con personalidad jurídica y patrimonio propios. La labor del instituto será evaluar la calidad, el desempeño y los resultados del sistema educativo nacional en la educación preescolar, primaria, secundaria y media superior; para ello, deberá:
El artículo tercero constitucional establece que todo individuo tiene derecho de recibir educación preescolar, primaria y secundaria. También se elevó a rango constitucional la facultad del Ejecutivo Federal para determinar los planes y programas de estudio de la educación básica y normal. Además con la reforma que se realizó en el 2012 se estableció la obligatoriedad de la educación media superior.
El Estado ha quedado obligado a proporcionar la educación que permita desarrollar las facultades del ser humano, fomentar el amor a la patria, el respeto a los derechos humanos y la conciencia de la solidaridad internacional en la independencia y la justicia.
El sistema educativo ha experimentado un atraso en todos sus niveles; así ha quedado reflejado en las evaluaciones nacionales e internacionales que han demostrado lo mucho que hay que hacer para mejorar la calidad en el aprendizaje de los alumnos. De tal forma que, derivado del Pacto por México, los partidos políticos, el Gobierno de la República y el Poder Legislativo impulsan una reforma que moderniza el Sistema Educativo para contar con niños y jóvenes con mayores oportunidades.
La reforma educativa plantea la necesidad de contar con personal docente calificado, preparado y competitivo. Por tal motivo, se realizó una modificación constitucional a la Fracción III del artículo Tercero, en el que incluye la creación del Servicio Profesional Docente, en la cual se establece que los logros y formación de los maestros, permitirá su pertenencia en el cargo y quienes aspiren a puestos de dirección y supervisión deben tener las cualidades requeridas y debe corresponderse al desempeño y mérito profesional.
La reforma educativa también plantea la creación del Instituto Nacional para la Evaluación; para esto se adiciona la fracción IX al artículo Tercero. La finalidad es que este Instituto tenga autonomía y capacidad técnica para evaluar al Sistema Educativo Nacional a nivel preescolar, primaria, secundaria y nivel medio superior.
Además, plantea autonomía de gestión en las escuelas; pretende un mejor uso de los recursos públicos en beneficio de los planteles, de tal forma que la comunidad podrá decidir cuáles son sus necesidades y en qué se deben invertir los recursos. (Leyes Secundarias).
La dirección del instituto estará a cargo de una Junta de Gobierno compuesta por cinco integrantes que durarán en el cargo siete años de forma escalonada con posibilidad de una sola reelección. La elección de los integrantes de la Junta de Gobierno la realizará el Senado de la República, y en sus recesos la Comisión Permanente, a propuesta del presidente de la República quien enviará una terna a los legisladores quienes los citarán a comparecer y posteriormente realizarán la votación. En caso de que el Senado de la República rechace la totalidad de la terna, el Ejecutivo Federal deberá presentar una nueva terna para la elección; si esta segunda terna es rechazada, el presidente podrá nombrar al integrante de la Junta de entre uno de los integrantes de dicha terna. Si el Senado de la República no resuelve dentro de un plazo de treinta días la elección de alguna de las ternas, el presidente tendrá la facultad de nombrar a un integrante de la terna como parte de la Junta de Gobierno del instituto.
La Presidencia de la Junta de Gobierno será nombrada por el voto mayoritario de tres de sus integrantes.[cita requerida]

### Servicio Profesional Docente
Se reforma el artículo 73 constitucional para que el Congreso tenga la facultad de establecer el servicio profesional docente en términos del artículo 3 constitucional. Adicionalmente se reforma el artículo 3 constitucional para que el ingreso al servicio docente y la promoción a funciones directivas o de supervisión en la educación básica y media superior sea mediante concursos de oposición. La Ley reglamentaria del artículo 3 constitucional fijará los criterios, términos y condiciones para el ingreso, la promoción, el reconocimiento y la permanencia en el servicio profesional docente; en todo caso deberán corresponder al mérito del docente en su desempeño para obtener una evaluación justa y adecuada. El Instituto Nacional para la Evaluación de la Educación (INEE) tendrá atribuciones para evaluar el desempeño y resultados del Sistema Educativo Nacional. Para esto, la reforma busca dotarlo de autonomía constitucional — como sucede con instituciones como BANXICO, INEGI o el INE— y con ello otorgarle facultades para diseñar y realizar los cambios necesarios que vaya requiriendo el sistema educativo. Se buscará que el INEE esté formado por personas con reconocida capacidad y que sea un cuerpo colegiado el que realice la selección de estas, aunque el presidente de la junta de gobierno del INEE será propuesto ante el Senado de la República por el titular del Poder Ejecutivo nacional. Todos aquellos ingresos y promociones dentro del sistema educativo que no sean conforme la ley se consideran nulos.

### Sistema de Información y Gestión Educativa
Se prevé la creación del Sistema de Información y Gestión Educativa en el que se contenga la información recabada por el Instituto Nacional de Estadística y Geografía sobre un censo de escuelas, maestros y alumnos con el fin de tener toda la información del sistema educativo.
El secretario de Educación Pública, Emilio Chuayffet, junto con el presidente del Instituto Nacional de Estadística y Geografía, Eduardo Sojo, anunciaron el Censo de Escuelas, Maestros y Alumnos de Educación Básica que se realizará de septiembre a noviembre de 2013 para presentar resultados en diciembre del mismo año.

### Autonomía de gestión
Se contempla el fortalecimiento de la autonomía de gestión de las escuelas para resolver los problemas de operación básicos, con el fin de mejorar su infraestructura, comprar materiales educativos y resolver problemas de operación básicos, donde las instancias gubernamentales autorizarán a los directores de los planteles educativos (escuelas) para la resolución de estos retos.

### Escuelas de tiempo completo
Se establecen las escuelas de tiempo completo de forma gradual, conforme a la suficiencia presupuestaria, para que la jornada educativa sea entre seis y ocho horas y las instalaciones sean aprovechadas para el desarrollo académico, cultural y deportivo. En las escuelas que así se requiera, se impulsan esquemas de suministro de alimentos nutritivos por micro empresas locales. De igual modo, se prohíbe la venta en las escuelas de alimentos que no cumplan con el objetivo de fortalecer la salud de los estudiantes.

## Proceso legislativo

### Iniciativa presidencial
El 10 de diciembre de 2012, el presidente Enrique Peña Nieto envió al Congreso de la Unión la iniciativa en materia educativa, haciendo uso de las facultades que le confiere el artículo 71 constitucional y con fundamento en el artículo 27 de la Ley Orgánica de la Administración Pública Federal. A dicha iniciativa se anexa un documento signado por los presidentes de los tres principales partidos políticos nacionales: Gustavo Madero del Partido Acción Nacional, Jesús Zambrano de la Revolución Democrática y Cristina Díaz del Revolucionario Institucional, esto dentro del marco de acuerdos del Pacto por México. De igual modo se adjunta el dictamen de impacto presupuestario de dicha iniciativa realizado por la Secretaría de Hacienda y Crédito Público.

### Cámara de Diputados
La iniciativa llega a la Cámara de Diputados el 10 de diciembre de 2012 a través de la Subsecretaría de Enlace Legislativo de la Secretaría de Gobernación mediante oficio del Subsecretario Felipe Solís Acero a la Mesa Directa de la Cámara. Al día siguiente, 11 de diciembre se publica la iniciativa en la gaceta parlamentaria y se envía para su estudio y análisis a la Comisión de Puntos Constitucionales con opinión de la Comisión de Educación Pública y Servicios Educativos.
El 12 de diciembre, la Comisión de Educación Pública y Servicios Educativos hace llegar a la Comisión de Puntos Constitucionales su opinión favorable sobre la iniciativa al considerarla viable. Ese mismo día, la Comisión de Puntos Constitucionales aprueba en lo general la iniciativa con 26 votos a favor y 2 en contra. Un día después, 13 de diciembre se aprueba en lo particular por la Comisión con cinco modificaciones.
Dentro de las modificaciones realizadas en la Comisión de Puntos Constitucionales se encuentran que: se añade que los padres de familia puedan expresar su opinión sobre los planes y programas educativos, se modifica el término miembros por integrantes de la Junta de Gobierno del Instituto Nacional para la Evaluación de la Educación, se especifica que la infraestructura educativa pueda ser utilizada no solo para el desarrollo académico, sino también para los desarrollos deportivos y culturales y se modifica la forma en la que se elegirán a los integrantes de la Junta de Gobierno del INEE.
El 19 de diciembre se llevó al pleno de la Cámara de Diputados la iniciativa presidencial con las cinco modificaciones realizadas en comisiones y se aprueba en lo general con 424 votos a favor, 39 en contra y 10 abstenciones. Después de la presentación y votación de las reservas se aprueba en lo particular y al finalizar la sesión, se envía al Senado de la República para efectos del artículo 72 constitucional.

### Senado de la República
El 20 de diciembre se recibe el proyecto de decreto aprobado en la Cámara de Diputados y se envía para su análisis a las Comisiones Unidas de Puntos Constitucionales, Educación y de Estudios Legislativos Segunda. Ese mismo día, en la sesión vespertina del Senado se presenta el proyecto de decreto ya aprobado por las comisiones unidas y se procede a la discusión y votación en lo general resultando 113 votos a favor y 11 en contra. Posteriormente se procede a la discusión y aprobación en lo particular, en la que se acepta el fortalecimiento de la autonomía de gestión de las escuelas ante los órganos de gobierno que correspondan, se eleva a rango constitucional el derecho de los mexicanos a recibir una educación de calidad y se busque la opinión de los maestros en los planes y programas educativos.
Al ser aprobada en lo general y en lo particular con modificaciones, la iniciativa fue devuelta a la Cámara de Diputados para su análisis, discusión y votación en los términos del artículo 72 constitucional.

### Aprobación del Congreso de la Unión
El 21 de diciembre llega el proyecto de decreto nuevamente a la Cámara de Diputados, la cual dispensa los trámites y aprueba que se discuta y vote inmediatamente al considerarlo asunto de urgente y obvia resolución. La votación en lo general recoge 360 votos a favor, 51 en contra y 20 abstenciones; de igual modo se aprueba en lo particular sin modificaciones. Se envía a las legislaturas de los estados para su ratificación conforme el artículo 135 constitucional.

### Ratificación de Congresos Locales
Según lo dispuesto en el artículo 135 constitucional, al ser la reforma educativa una reforma constitucional, para que sea válida después de aprobada por dos terceras partes de las Cámaras de Congreso de la Unión, la mayoría de las legislaturas de los estados deben aprobar las reformas y adiciones del proyecto de decreto.
El primer estado en aprobar la reforma educativa fue Chiapas. Se sumaron a la aprobación del proyecto de decreto los estados de Baja California, Coahuila, Aguascalientes, Estado de México, Tamaulipas, Veracruz, Querétaro, Colima, Guerrero, Chihuahua, Nayarit, San Luis Potosí, Durango, Sinaloa, Hidalgo, Campeche, Yucatán, Baja California Sur, Jalisco, Zacatecas, Tabasco, Quintana Roo, Puebla y Nuevo León.

### Promulgación
Una vez ratificada por los congresos estatales, el 6 de febrero de 2013, la Cámara de Diputados declaró constitucional la reforma, mientras que el Senado de la República lo hizo al día siguiente. Fue promulgada por el Ejecutivo el 25 de febrero en compañía de los integrantes del Consejo Rector del Pacto por México y su secretario de Educación Pública y publicada al día siguiente en el Diario Oficial de la Federación.

## Leyes secundarias
El 13 de agosto de 2013, el presidente Enrique Peña Nieto envió al Congreso de la Unión sus tres iniciativas de leyes reglamentarias vinculadas a la reforma educativa. Al estar en periodo de recesos el Poder Legislativo, la Comisión Permanente las recibió para su análisis y discusión turnándolas a la Comisión de Educación y Servicios Educativos de la Cámara de Diputados. Dicha comisión aprobó las tres leyes reglamentarias y las turnó al Pleno de la Cámara de Diputados para su discusión en el periodo extraordinario que fue convocado. El 22 de agosto, en la segunda sesión del periodo extraordinario, la Cámara de Diputados aprobó la reforma a la Ley General de Educación y la Ley del Instituto Nacional para la Evaluación de la Educación, y las envió a la Cámara de Senadores, quien ratificó ambas iniciativas al día siguiente. El 1 de septiembre, los Diputados aprobaron la Ley General del Servicio Profesional Docente y los Senadores lo hicieron el 3 de septiembre.
El 10 de septiembre de 2013 en la Residencia Oficial de Los Pinos, Peña Nieto promulgó las tres leyes reglamentarias de la reforma educativa, se publicaron al día siguiente en el Diario Oficial de la Federación; con esto se da por terminado el proceso legislativo de la reforma educativa.
Estas leyes secundarias son en específico: Gestión escolar. La autonomía de gestión no implica la privatización de las escuelas, si no la posibilidad para que puedan tomar las decisiones que permitan su mejor funcionamiento, siempre dentro de la normatividad de carácter general. En este sentido, la ley señala que los programas de gestión escolar tendrán como objetivos: usar los resultados de la evaluación como retroalimentación para la mejora continua; desarrollar una planeación anual de actividades, con metas verificables, y administrar en forma transparente y eficiente los recursos que reciban para mejorar su infraestructura, comprar materiales educativos, resolver problemas de operación básicos y proporcionar la participación de la comunidad escolar. Gratuidad. Las reformas a la ley fortalecen el principio de gratuidad de la educación impartida por el estado al incorporar la prohibición de condicionar la inscripción, acceso, los exámenes o a la entrega de documentos al pago de contraprestación alguna. Es importante señalar que el fortalecimiento de la educación pública que la nueva legislación propone evitar que muchos padres de familia realicen el esfuerzo de búsqueda de otras opciones pues encontrarían en la educación pública que el estado imparte las ventajas que para sus hijos desean. Escuelas de tiempo completo. La ley dispone que las autoridades educativas establezcan, de forma paulatina y conforme a su presupuesto escuelas de tiempo completo con jornadas de entre 6 y 8 horas para aprovechar mejor el tiempo disponible para desarrollo académico deportivo y cultural de los alumnos. Alimentación. Se incorporará en la ley la prohibición en las escuelas de alimentos que no favorezcan la salud de los educandos. Sistema de información y gestión educativa (SIGED). La ley prevé la creación del SIGED como la plataforma que contenga los datos necesarios para la operación del sistema educativo, permitiendo una comunicación directa entre los directores de escuela y el resto de las autoridades educativas.  Se establece como una medida para fortalecer la equidad educativa el compromiso por parte del ejecutivo federal, de revisar la fórmula del fondo de aportaciones de la educación básica y normal (FAEB). Esto en los artículos transitorios.

## Protestas

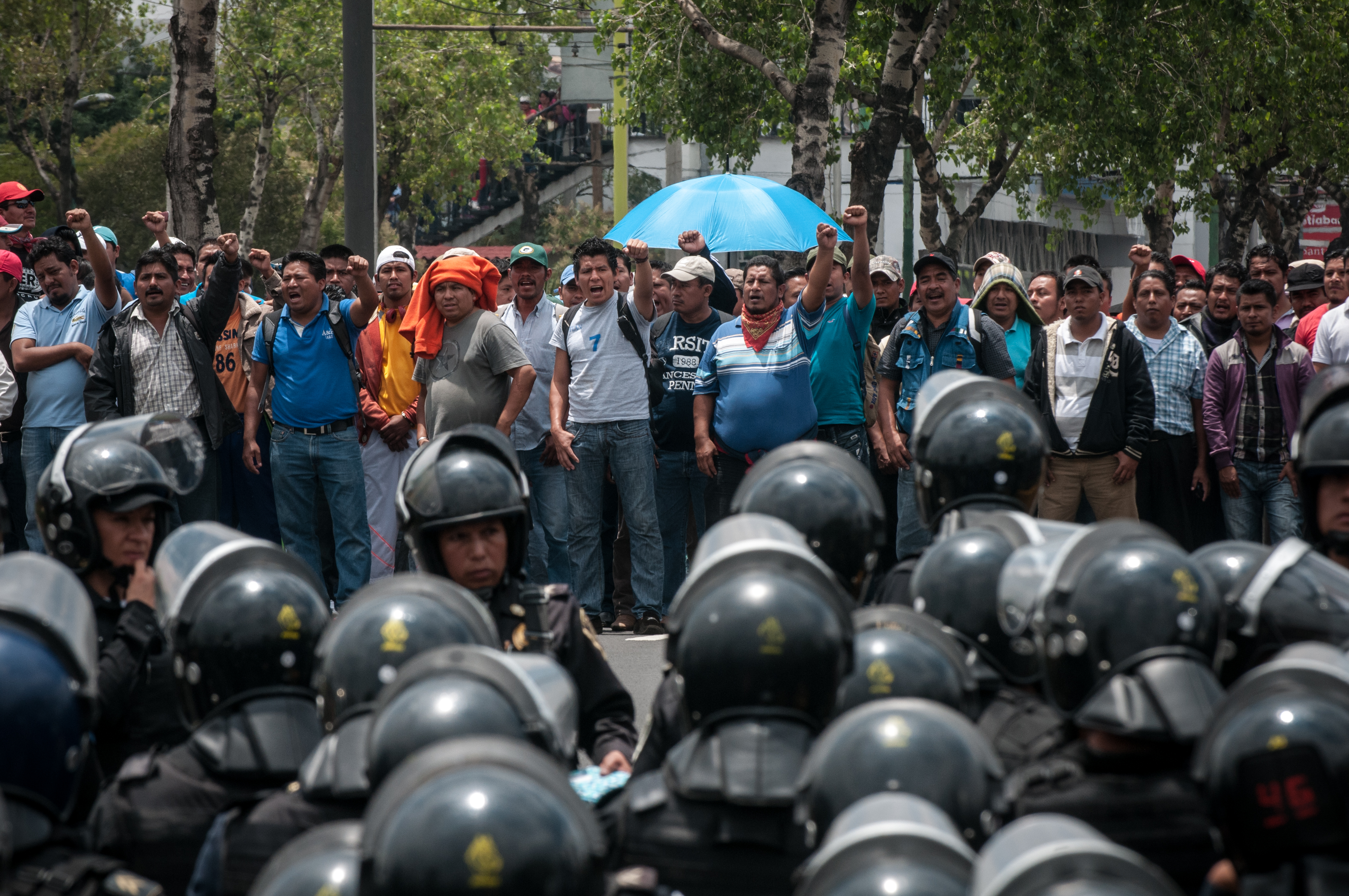
Profesores de la CNTE y granaderos, en agosto del 2013.

Durante los meses de agosto y septiembre del 2013, la Coordinadora Nacional de Trabajadores de la Educación (CNTE) organizó marchas y plantones en la Ciudad de México, con el fin de protestar en contra de las implicaciones laborales de la reforma, como el establecimiento de un sistema de evaluación de los maestros y la autogestión de las escuelas, solicitando que el Estado se siga encargando del sostenimiento de estas.
La CNTE aseguraba que la reforma carece de legitimidad porque nunca se consultó a la ciudadanía ni al magisterio nacional. Las opiniones de la CNTE fueron vertidas en el documento de la propia CNTE titulado Análisis y Perspectivas de la Reforma Educativa. Además, la CNTE y otros actores que están en desacuerdo con la Reforma, han mencionado en reiteradas ocasiones[cita requerida] que el hecho de que aquella tenga su origen en el Pacto por México, suscrito por los presidentes nacionales del PRI, PAN y PRD, que no fueron elegidos democráticamente por la ciudadanía, también implica la falta de legitimidad de la reforma educativa.[cita requerida] La reforma también ha sido criticada por ser administrativa y no educativa, por obedecer a intereses políticos y empresariales ajenos a la educación, por estar dirigida al debilitamiento de la CNTE, por no servir para solucionar los verdaderos problemas de la educación pública en México, por culpar injustamente a los docentes de todos los problemas, por distraer la atención de la falta de presupuesto, por no corresponder a la realidad social del país y por formar parte de una amplia estrategia de desmantelamiento neoliberal de los servicios públicos.
Entre los estados movilizados por la CNTE, el Comité Ejecutivo Nacional Democrático y sindicatos independientes, se encuentran:
Aguascalientes, Baja California, Baja California Sur, Campeche, Chiapas, Chihuahua, Coahuila, Colima, Durango, el estado de México, Guanajuato, Guerrero, Hidalgo, Jalisco, Michoacán.